# Pluszcz (zwyczajny)
Pluszcz (zwyczajny) (Cinclus cinclus) – gatunek małego ptaka z rodziny pluszczy (Cinclidae), zamieszkujący Eurazję i północno-zachodnią Afrykę. Nie jest zagrożony wyginięciem.

## Występowanie
Zamieszkuje większość Europy (oprócz niektórych terenów nizinnych), Bliski Wschód, Kaukaz, środkową Azję i wyspowo północno-zachodnią Afrykę. W europejskich górach i północnej Skandynawii może występować nawet ponad granicą lasów. Rozmieszczenie w Azji nie jest ciągłe, ale podzielone na mniejsze, odizolowane areały – spowodowało to powstanie wielu podgatunków. Zasadniczo osiadły, ale część północnych populacji przemieszcza się zimą bardziej na południe, a pozostałe schodzą w czasie najzimniejszej pory roku w niższe partie gór lub nawet w nizinne partie rzek, głównie gdy pokrywa śnieżna uniemożliwia im żerowanie. Poszczególne podgatunki zamieszkują:
- Cinclus cinclus hibernicus – Irlandia i zachodnia Szkocja.
- Cinclus cinclus gularis – Szkocja (z wyjątkiem zachodniej części), północna, środkowa i zachodnia Anglia i Walia.
- Cinclus cinclus cinclus – północna Europa, zachodnia i środkowa Francja, północna Hiszpania, Korsyka i Sardynia.
- Cinclus cinclus aquaticus – środkowa i południowa Europa.
- Cinclus cinclus olympicus – takson wymarły w 1945 roku[3], występował endemicznie na Cyprze.
- Cinclus cinclus minor – północno-zachodnia Afryka.
- Cinclus cinclus rufiventris – zachodnia Syria i Liban; prawdopodobnie wymarł[6].
- Cinclus cinclus uralensis – Ural (zachodnia Rosja).
- Cinclus cinclus caucasicus – Turcja do Kaukazu, północny Iran i północny Irak.
- Cinclus cinclus persicus – południowo-zachodni Iran.
- Cinclus cinclus leucogaster – południowo-środkowa Rosja, północno-zachodnie Chiny na południe do Afganistanu i północnego Pakistanu.
- Cinclus cinclus baicalensis – południowo-środkowa i południowo-wschodnia Syberia.
- Cinclus cinclus cashmeriensis – zachodnie i środkowe Himalaje.
- Cinclus cinclus przewalskii – wschodnie Himalaje, południowy Tybet i zachodnie Chiny.

W Polsce pluszcz to nieliczny ptak lęgowy w górach, głównie Karpatach i Sudetach (C. c. aquaticus występuje do 1600 m n.p.m.). W latach 2013–2014 liczebność populacji na terenie kraju szacowano na 1900–3000 par lęgowych. Liczniejsze populacje występują w Tatrach (40 par) i w Magurskim Parku Narodowym (30 par lęgowych). Spotykany licznie w Beskidzie Sądeckim i Żywieckim. Najliczniejsze sudeckie populacje odnotowano w Karkonoszach, Masywie Śnieżnika i Górach Złotych. Poza górami i Pogórzem Przemyskim widuje się pary wyprowadzające lęgi na Wyżynie Krakowsko-Częstochowskiej. Wyjątkowo pojedyncze osobniki widuje się czasem poza okresem lęgowym na nizinach, np. pod Warszawą, na Mazurach i Pomorzu (tu raz napotkano zaobrączkowaną parę – samca pochodzącego z Alp i samicę ze Skandynawii, więc odmienne populacje mogą się tu spotykać). Pluszcze niegdyś występowały liczniej na niżu polskim ze względu na młyny wodne, których praca nadawała na krótkich odcinkach rzek górski charakter nurtu. Gdy budowle te zaczęły zanikać, pluszcze przestały na tych obszarach się pojawiać.

## Charakterystyka

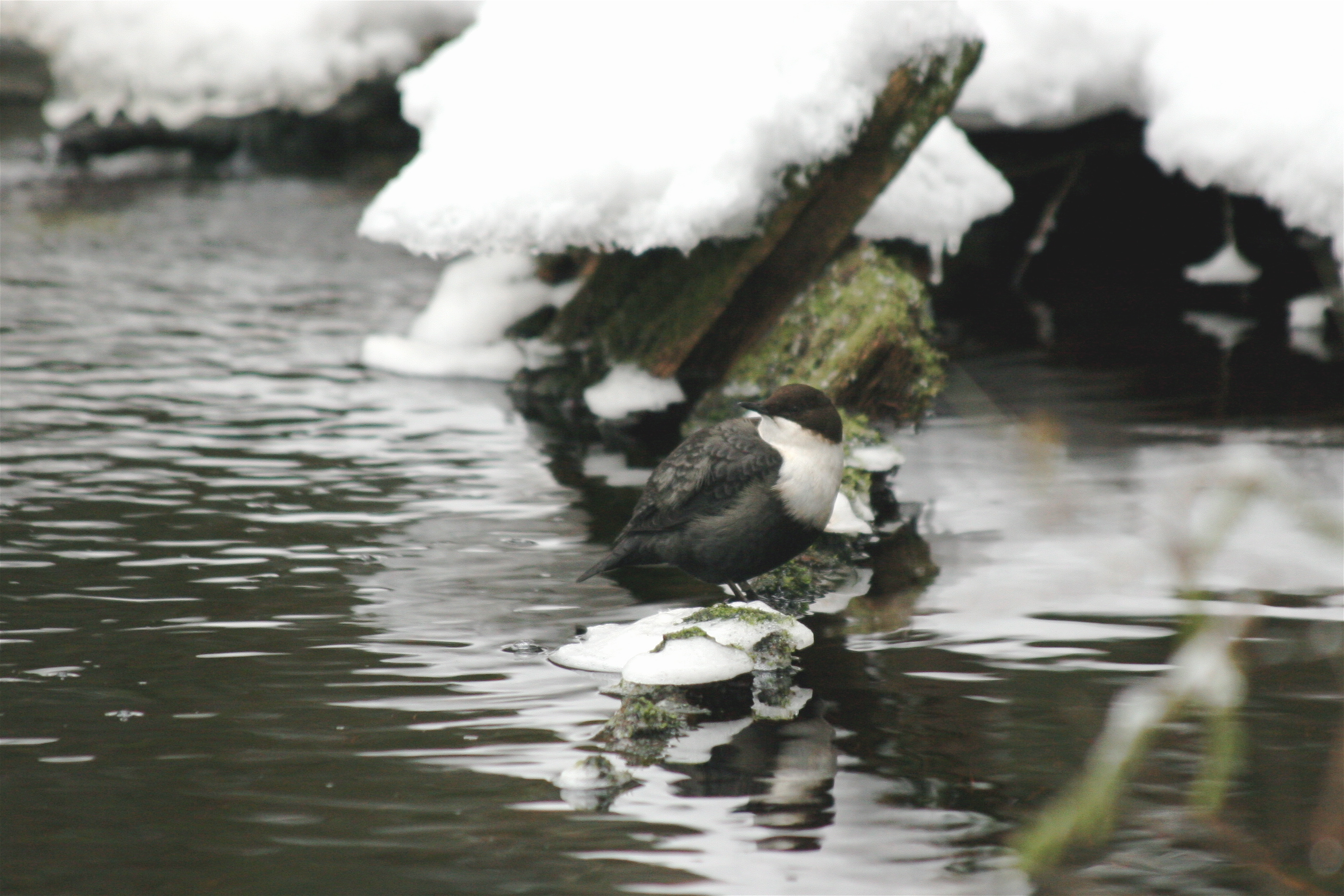
Podgatunek Cinclus c. cinclus

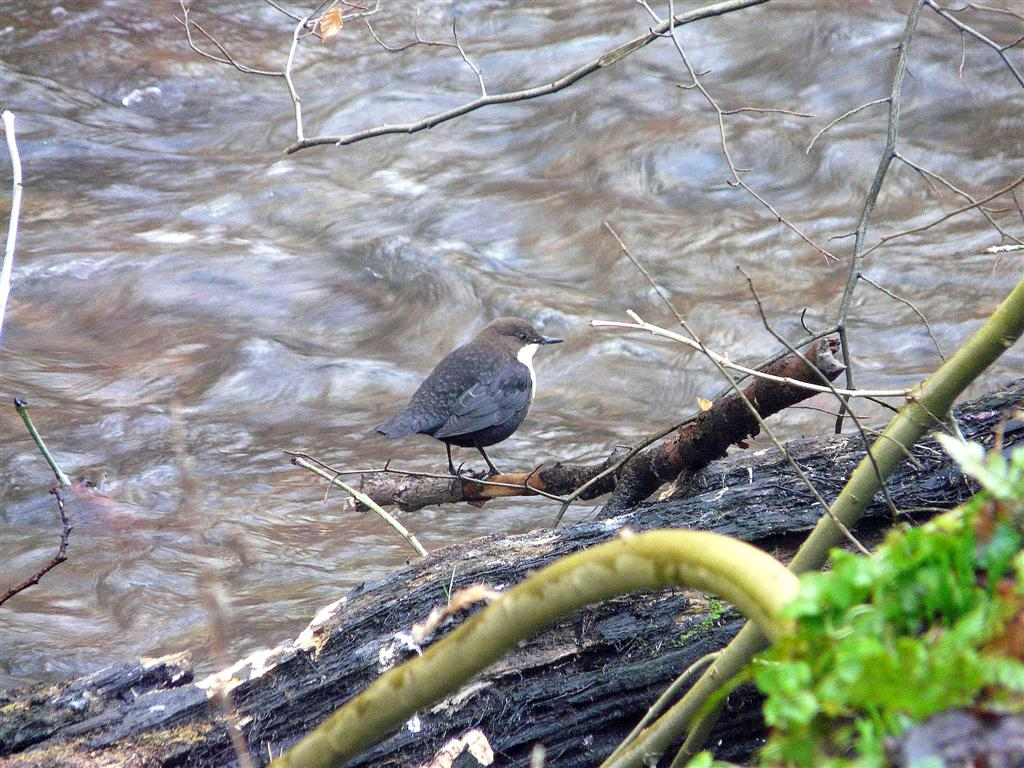
Podgatunek Cinclus c. gularis

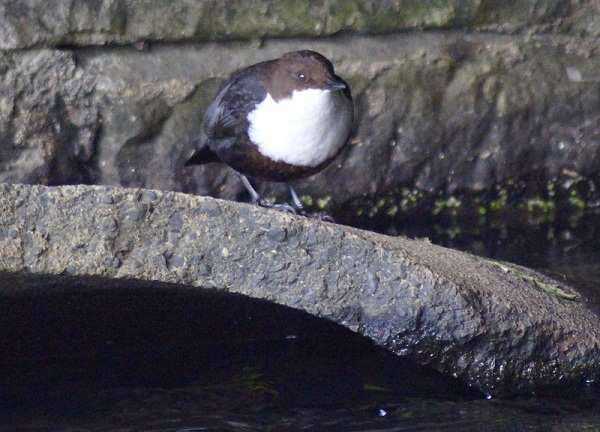
Podgatunek Cinclus c. hibernicus

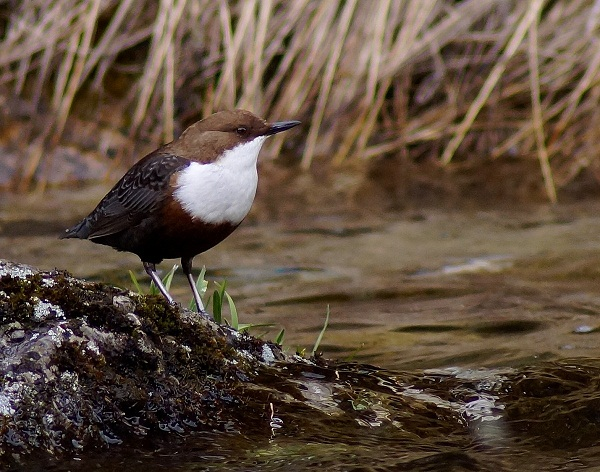
Podgatunek Cinclus c. aquaticus

### Cechy gatunku
Ptak o charakterystycznie krępej sylwetce, kulistym tułowiu z krótkim, zadartym ogonem.  Ma gęste upierzenie, które zawsze jest namaszczone wydzieliną pochodzącą z gruczołu kuprowego – tłuszczem, który ptak rozprowadza dziobem po piórach okrywowych. To sprawia, że natłuszczone upierzenie jest nieprzemakalne. Skrzydła krótkie i zaokrąglone, ogon krótki i zadarty. Obie płci ubarwione jednakowo, prawie w całości barwą ciemnobrązową przechodzącą w czerń, prócz białego podgardla, góry brzucha i piersi. Głowa i kark ciemnobrązowe (jaśniejsze), wierzch ciała ciemnoszary, prawie czarny, z lekkim łuskowaniem. Dół brzucha ciemny, czarnobrązowy. U podgatunków C. cinclus aquaticus i C. cinclus gularis kasztanowobrązowy pas pomiędzy białą a ciemną częścią brzucha. Krótkie nogi i tęczówki ciemnobrązowe, a dziób czarny. Białe powieki (widoczne, gdy ptak zamyka oczy).
Młode z wierzchu łupkowato ciemnoszare z wyraźnym wzorem łusek (utworzonym przez czarne brzegi piór), które nie obejmują gardła, a od spodu białe w poprzeczne, delikatne szare prążki. Biały „śliniak” jest u nich bardziej rozmyty.

U pluszczy dymorfizm płciowy występuje nie tyle w ubarwieniu co w rozmiarze – samce są wyraźnie większe i cięższe oraz mają dłuższe skrzydła. Ptak wielkości drozda, ale sylwetką przypomina strzyżyka.

### Wymiary średnie
długość ciałaok. 18 cm, w tym ogon 5 cm
rozpiętość skrzydełok. 26–30 cm, długość skrzydła złożonego: 8,3–9,8 cm

### Masa ciała
ok. 50–70 g

### Zachowanie

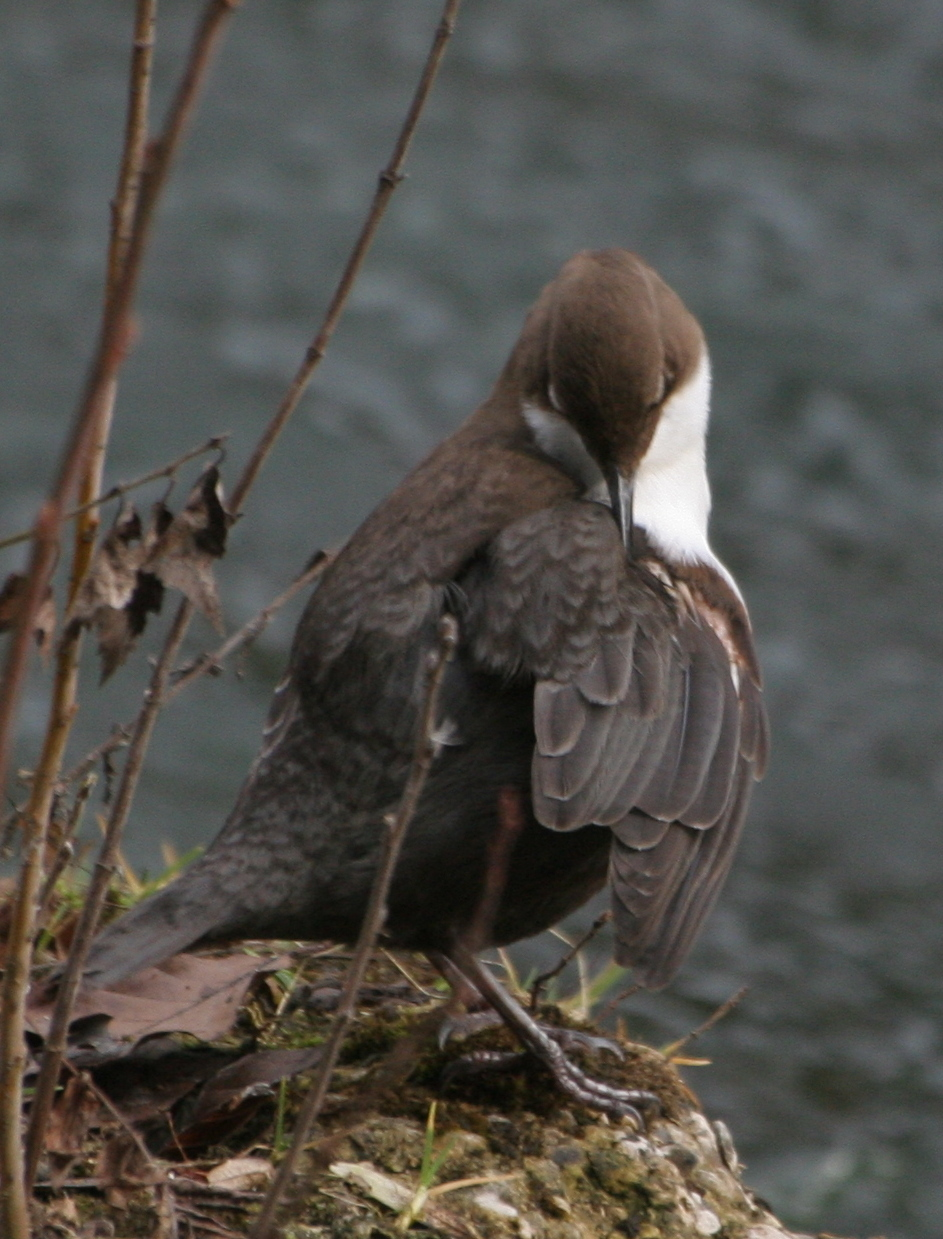
Pluszcze dziobem rozprowadzając tłustą wydzielinę gruczołu kuprowego zabezpieczają pióra przed wodą

Większość czasu spędza w korytach potoków stojąc, chodząc lub skacząc po kamieniach albo szukając pod wodą pokarmu. Po dnie potoków potrafi biegać wbrew prądowi rzeki – chwyta się pazurkami kamieni i pomaga sobie przy tym skrzydłami, które służą mu za wiosła. To jedyny ptak śpiewający, który potrafi dobrze nurkować i pływać. Nogi pluszcza są silne i zaopatrzone w mocne pazury, które ułatwiają chodzenie po dnie strumienia. Warto wspomnieć, że ciężkie, wypełnione kości są jak obciążniki w trakcie nurkowania. Sama czynność nie jest łatwa w szybko płynącej wodzie. Zanurzenie może trwać do 30 sekund. W tym czasie ptak może zejść do 1,5 m pod wodę, a zaokrąglone skrzydła zapobiegają wynurzaniu się. Innym przystosowaniem są nozdrza z błoniastymi klapkami zapobiegającymi dostawaniu się wody do układu oddechowego. Poza tym krew posiada więcej hemoglobiny niż u innych wróblowatych tej wielkości, co pozwala na dłuższe wstrzymywanie oddechu.

Często przykuca, jak też podryguje i kiwa ogonem. Nie ma w zwyczaju siadać wysoko na drzewach. Lata szybko, prostym torem z prędkimi, furkoczącymi uderzeniami skrzydeł nisko wzdłuż cieków wodnych. Szybowaniu w powietrzu może towarzyszyć przenikliwe wołanie. Zwykle w terenie jest dobrze widoczny, zwłaszcza że nie kryje się przed człowiekiem. Pluszcze nie tworzą stad.

### Głos
Odzywa się metalicznym, twardym „zik”. Wprawdzie tokują tylko samce, ale śpiewać potrafi też samica.

## Biotop
Zasiedla bystre górskie strumienie i rzeki, zwykle z urwistymi, zalesionymi brzegami, zimną, czystą wodą oraz najlepiej kamienistym podłożem. Nie jest to jednak jedynie gatunek górski – na nizinach pojawia się na obszarach, gdzie występują strumyki i małe rzeczki o bystrym nurcie. Pojawia się głównie w miejscowościach, gdzie znajdują się mosty, pod którymi może założyć gniazdo. W zimie pozostaje tam, gdzie potoki nie zamarzają.

## Okres lęgowy

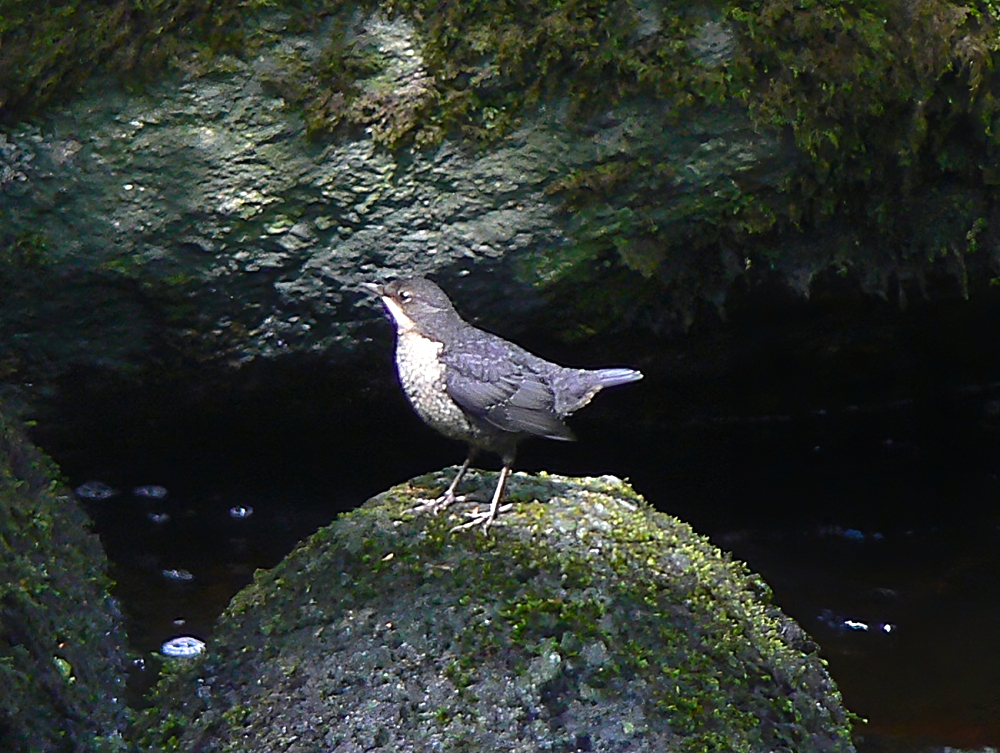
Osobnik młodociany

Trwa od kwietnia do lipca.

### Toki
Pluszcze zajmują duże terytoria lęgowe – mogą ciągnąć się wzdłuż strumieni na odległość około 1 km. Zajmująca je para energicznie broni go przed intruzami. Większość par w ciągu roku wyprowadza 2 lęgi – zwykle pierwszy ma miejsce w kwietniu, a drugi w czerwcu.
Gdy rozpoczynają się toki, samiec śpiewa i biega pokazując swą białą pierś, na której stroszy pióra, kłania się przed samicą. Szybko ugina nogi, opuszcza lekko skrzydła i wachlarzowato rozkłada ogon, wolno przechyla głowę na boki, szybko mruga powiekami. Na koniec swego pokazu godowego wzlatuje wysoko i lecąc odzywa się dźwięcznym głosem. Tworzone pary są monogamiczne.

### Gniazdo
Kuliste lub czarkowate, grubościenne z wejściem z boku (przypominające dawny piec), duże, utkane z roślin wodnych zbieranych pod wodą, a czasem na brzegu (przed wykorzystaniem jednak i tak moczy je wcześniej w wodzie), mchów, liści, korzonków i źdźbeł traw. Wyścielenie stanowią zwykle suche liście drzew. Przeważnie usytuowane tuż nad wodą, w skalnych szczelinach, w wymyciach tworzących otwory pod korzeniami nadbrzeżnych drzew (również między nimi) w lub na mostowych konstrukcjach (na dźwigarach). Wyjątkowo może uwić gniazdo na gałęzi zwisającej nad wodą. Jest ono zasłonięte od góry. Często spotykane są gniazda umieszczone w szczelinie skalnej na czole wodospadu (za jego osłoną), między belkami drewnianego jazu lub w zagłębieniu po wykruszonym kamieniu w murze stopnia wodnego, z reguły za zasłoną spadającej wody.

### Jaja

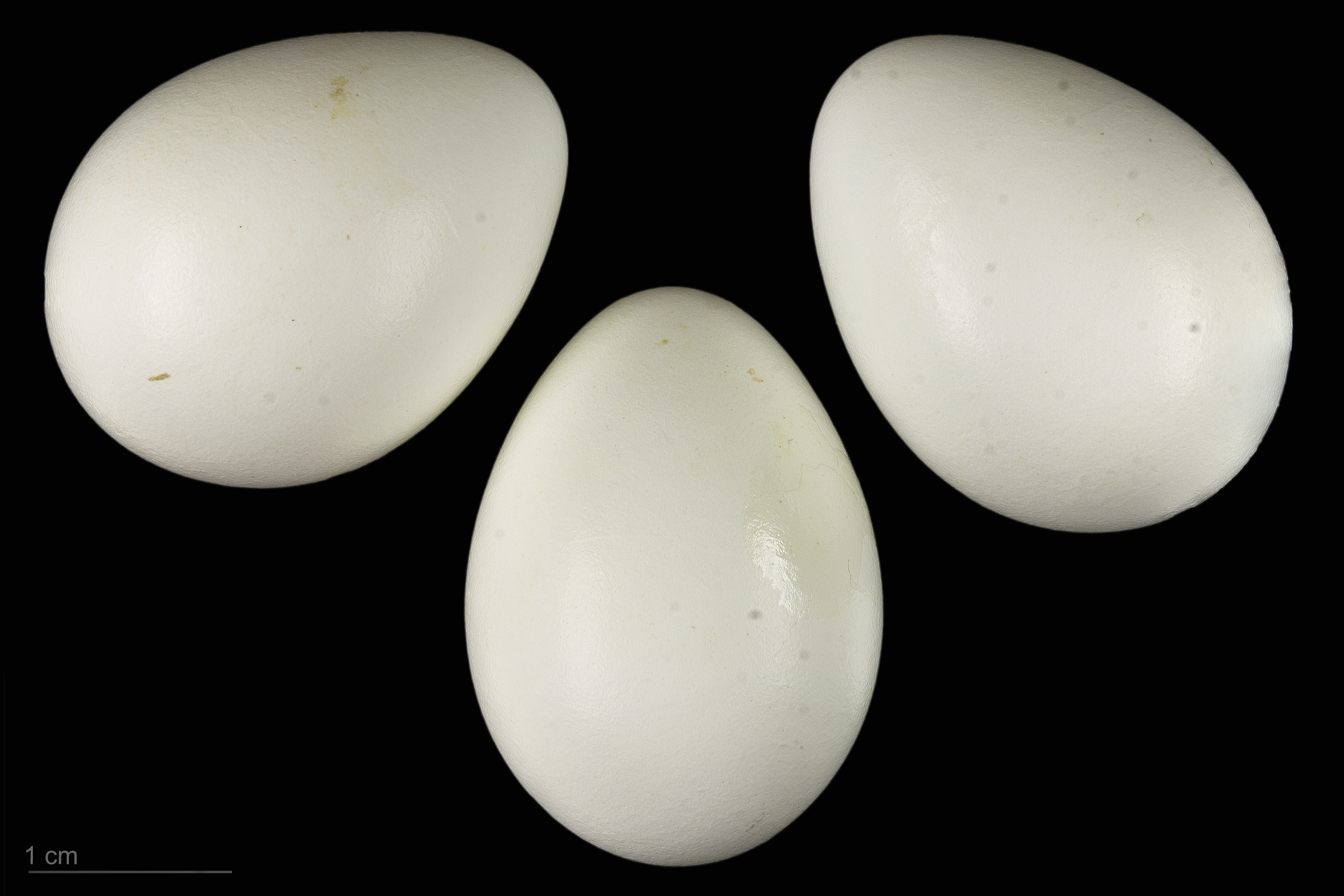
Jaja z kolekcji muzealnej

Dwa lęgi w roku: pod koniec kwietnia i w końcu czerwca. Składa 4–6 białych jaj.

### Wysiadywanie i pisklęta
Jaja wysiadywane są przez oboje rodziców, ale głównie samicę. W tym czasie samiec często dokarmia samicę lub strzeże na wejściu gniazda. Młode, gniazdowniki, wykluwają się po 15–17 dniach, a po kolejnych 3 tygodniach opuszczają gniazdo. Przez pierwsze dwa tygodnie samica troskliwie je ogrzewa własnym ciałem. Pisklęta pokryte są szarobrązowym puchem i nie mają brązowej smugi. Rodzice opiekują się nimi jeszcze przez miesiąc (dokarmiają przez ok. 2 tygodnie od opuszczenia gniazda), a potem zakładają kolejne gniazdo. Gdy są już upierzone, ale nie w pełni samodzielne i lotne, w przypadku zaniepokojenia potrafią wyskoczyć z gniazda i zanurkować pod powierzchnią wody.

## Pożywienie

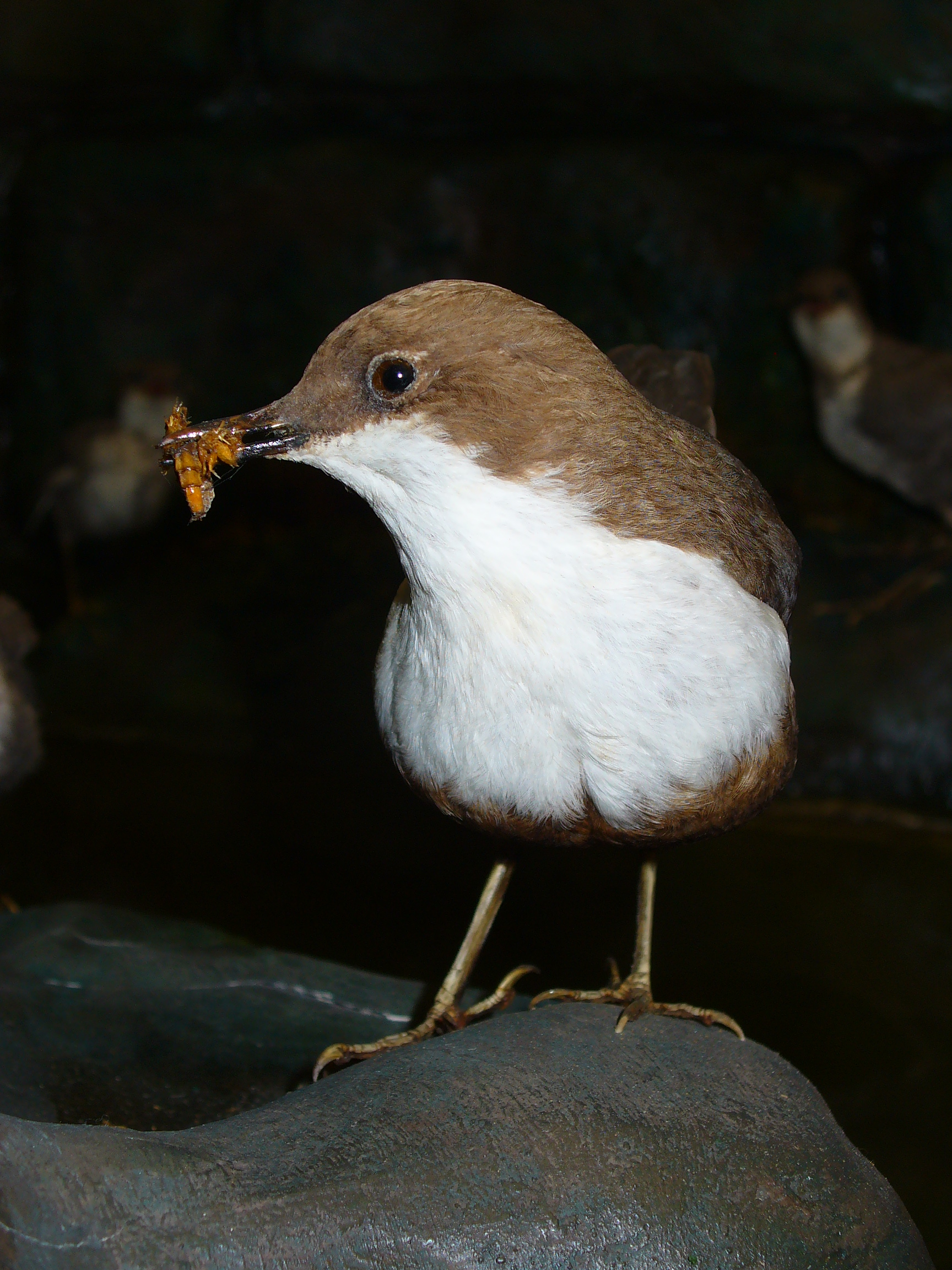
Głównym pokarmem pluszcza są owady wodne, za którymi nurkuje i chodzi po dnie strumieni

Zjada głównie wodne owady (żyjące na dnie małych potoków i rzek), ich larwy, zwłaszcza chruścików, drobne skorupiaki, czasem małe ryby oraz mięczaki, np. ślimaki wodne.
Czatuje na zdobycz stojąc na kamieniach leżących w wodzie. Nurkuje w zimnej wodzie potoku często na metr głębokości i może wytrzymać pod wodą nawet minutę. W płytszych i niezbyt bystrych potokach zbiera pożywienie biegając po dnie. Gdy szuka pokarmu, zdarza się często, że odwraca kamyki, które leżą na dnie strumienia. Poza tym może zbierać pożywienie z powierzchni wody, biegając lub chodząc po brzegu, brodząc oraz polować w locie na owady takie jak muchówki.

## Status i ochrona
IUCN uznaje pluszcza za gatunek najmniejszej troski (LC, Least Concern) nieprzerwanie od 1988 roku. Liczebność światowej populacji, obliczona w oparciu o szacunki organizacji BirdLife International dla Europy z 2015 roku, mieści się w przedziale 740 000 – 1 700 000 dorosłych osobników. Trend liczebności populacji uznawany jest za spadkowy.
Na terenie Polski gatunek ten jest objęty ścisłą ochroną gatunkową. Na Czerwonej liście ptaków Polski został sklasyfikowany jako gatunek najmniejszej troski (LC). Pluszczowi sprzyjają rzeki o naturalnych brzegach oraz działania pomagające tym ptakom w gniazdowaniu.
Pluszcz jest narodowym ptakiem Norwegii.